# Чорнянська сільська рада (Окнянський район)
Чорня́нська сільська́ ра́да — колишня адміністративно-територіальна одиниця та орган місцевого самоврядування у Окнянському районі Одеської області. Адміністративний центр — село Чорна.

## Загальні відомості
- Територія ради: 101,63 км²
- Населення ради: 2 332 особи (станом на 2001 рік)

## Населені пункти
Сільській раді  були підпорядковані такі  населені пункти:
- с. Чорна
- с. Дігори

## Населення
Згідно з переписом УРСР 1989 року чисельність наявного населення сільської ради становила 3605 осіб, з яких 1588 чоловіків та 2017 жінок.
За переписом населення України 2001 року в сільській раді мешкало 2320 осіб.

### Мова
Розподіл населення за рідною мовою за даними перепису 2001 року:
| Мова       | Відсоток |
| ---------- | -------- |
| українська | 92,88 %  |
| молдовська | 4,33 %   |
| російська  | 2,27 %   |
| гагаузька  | 0,26 %   |
| білоруська | 0,09 %   |
| болгарська | 0,09 %   |

## Склад ради
Рада складається з 16 депутатів та голови.
- Голова ради:Ожога Раїса Володимирівна

### Керівний склад попередніх скликань
| Прізвище, ім'я, по батькові | Основні відомості                                    | Дата обрання | Дата звільнення |
| --------------------------- | ---------------------------------------------------- | ------------ | --------------- |
| Ожога Раїса Володимирівна   | Сільський голова, 1966 року народження, позапартійна | 26.03.2006   | 25.10.2020      |

Примітка: таблиця складена за даними сайту Верховної Ради України

### Депутати
За результатами місцевих виборів 2010 року депутатами ради стали:

#### За суб'єктами висування
| Суб'єкт висування              | Кількість обраних депутатів | %    |
| ------------------------------ | --------------------------- | ---- |
| Партія регіонів                | 8                           | 50   |
| Народна партія                 | 5                           | 31,3 |
| Соціалістична партія України   | 2                           | 12,5 |
| Партія «Соціалістична Україна» | 1                           | 6,3  |

#### За округами
| № округу                       | Прізвище, ім'я, по батькові      | Дата визнання обраним | Освіта             | Партійна приналежність             | Відомості про обраного депутата                                                     |
| ------------------------------ | -------------------------------- | --------------------- | ------------------ | ---------------------------------- | ----------------------------------------------------------------------------------- |
| Народна Партія                 |                                  |                       |                    |                                    |                                                                                     |
| 8                              | Пулукчу Георгій Михайлович       | 04.11.2010            | вища               | член Народної партії               | фермерське господарство «Мілена», керівник                                          |
| 9                              | Бринза Віктор Васильович         | 04.11.2010            | середня спеціальна | член Народної партії               | сільськогосподарський виробничий кооператив «Хлібороб», бригадир                    |
| 10                             | Матушевський Павло Григорович    | 04.11.2010            | вища               | позапартійний                      | фермерське господарство «Нива», керівник                                            |
| 13                             | Сахарнян Юрій Леонідович         | 04.11.2010            | середня спеціальна | позапартійний                      | одноосібник                                                                         |
| 14                             | Ковальський Василь Олександрович | 04.11.2010            | середня спеціальна | член Народної партії               | сільськогосподарський виробничий кооператив «Хлібороб», механік                     |
| Партія регіонів                |                                  |                       |                    |                                    |                                                                                     |
| 2                              | Сопінська Оксана Миколаївна      | 04.11.2010            | середня спеціальна | член Партії регіонів               | Чорнянська школа-інтернат, вихователь                                               |
| 3                              | Стадник Павло Вікторович         | 04.11.2010            | середня            | позапартійний                      | Чорнянська школа-інтернат, столяр                                                   |
| 4                              | Сорочан Світлана Георгіївна      | 04.11.2010            | середня спеціальна | член Партії регіонів               | Чорнянська школа-інтернат, вихователь                                               |
| 5                              | Горик Любов Анатоліївна          | 04.11.2010            | вища               | член Партії регіонів               | Чорнянська школа-інтернат, вчитель                                                  |
| 6                              | Твардієвич Зінаїда Володимирівна | 04.11.2010            | середня спеціальна | позапартійна                       | Чорнянська сільська рада, секретар                                                  |
| 7                              | Рябов Віктор Миколайович         | 04.11.2010            | середня            | позапартійний                      | Чорнянська загальноосвітня школа І-ІІІ ст., водій                                   |
| 11                             | Павліна Людмила Володимирівна    | 04.11.2010            | середня спеціальна | член Партії регіонів               | стаціонарне відділення для проживання одиноких непрацездатних громадян, завідувачка |
| 16                             | Яковенко Сергій Кузьмич          | 04.11.2010            | середня            | член Партії регіонів               | «Укртелеком», електромонтер                                                         |
| Партія «Соціалістична Україна» |                                  |                       |                    |                                    |                                                                                     |
| 12                             | Некипєлова Наталя Степанівна     | 04.11.2010            | вища               | позапартійна                       | Чорнянська загальноосвітня школа І-ІІІ ст., вчитель                                 |
| Соціалістична партія України   |                                  |                       |                    |                                    |                                                                                     |
| 1                              | Очинська Наташа Володимирівна    | 04.11.2010            | вища               | член Соціалістичної партії України | Чорнянська загальноосвітня школа І-ІІІ ст., вчитель                                 |
| 15                             | Андріяш Наталя Флорівна          | 04.11.2010            | середня спеціальна | член Соціалістичної партії України | Чорнянська сільська рада, спеціаліст II категорії по веденню бух. обліку            |